# 徐夫人
徐夫人（じょふじん、生没年不詳）は、中国後漢末期から三国時代の呉の人物。孫権の2番目の正室。通称は徐妃。揚州呉郡富春県の出身。

## 一族
祖父の徐真は孫堅（孫権の父）と親交があり、彼の妹を妻として娶った。すなわち孫権とは元より血縁関係に当たる。父は徐琨。兄は徐矯。弟は徐祚。

## 生涯
初めは陸尚に嫁いだが、彼の死後、孫権が討虜将軍として呉にあった時代に再嫁した。また、父の生前に嫁いだのか、それとも没後に嫁いだのかは定かではない。
建安14年（209年）、孫権の長男として孫登が生まれるが、彼の母親は身分が低かったため、徐夫人が母親代わりとして養育に当たった。
建安16年（211年）頃、孫権が拠点を秣陵に移すに当たり、徐夫人は嫉妬深いということで廃され、呉に留められた。
その後も孫登は徐夫人を母と慕い、彼女から衣服の贈り物があった時は必ず沐浴し、身を清めてから身に着けた。それは孫権の寵愛を得た歩夫人からの贈り物よりも敬意を払うものだった。
黄初2年（221年）、孫権が魏から呉王に封じられると、孫登は太子となるがこれに先立ち、自身の母親たる徐夫人を后に立てるよう訴えていた。さらに黄龍元年（229年）、孫権が皇帝に即位すると臣下たちも徐夫人を皇后に立てるよう進言するが、歩夫人の立后を望む孫権はこれを受け入れなかった。その後、徐夫人は病死した。